# Deneb Algenubi
Deneb Algenubi (η Ceti / η Cet / Eta Ceti) è una stella della costellazione della Balena. Dopo Deneb Kaitos (β Ceti) e Menkar (α Ceti) è la stella più brillante della costellazione, con magnitudine apparente di +3,45.

## Osservazione
Si tratta di una stella situata nell'emisfero celeste australe, ma molto in prossimità dell'equatore celeste; ciò comporta che possa essere osservata da tutte le regioni abitate della Terra senza alcuna difficoltà e che sia invisibile soltanto molto oltre il circolo polare artico. Nell'emisfero sud invece appare circumpolare solo nelle aree più interne del continente antartico. Essendo di magnitudine 3,45, la si può osservare anche dai piccoli centri urbani senza difficoltà, sebbene un cielo non eccessivamente inquinato sia maggiormente indicato per la sua individuazione.
Il periodo migliore per la sua osservazione nel cielo serale ricade nei mesi compresi fra settembre e febbraio; da entrambi gli emisferi il periodo di visibilità rimane indicativamente lo stesso, grazie alla posizione della stella non lontana dall'equatore celeste.

## Caratteristiche fisiche
È una stella gigante arancione di tipo spettrale K2III con una temperatura effettiva di 4770 K. Avendo esaurito l'idrogeno nel suo nucleo è uscita dalla sequenza principale avviandosi verso gli stadi finali della sua esistenza. È una stella che fa parte del gruppo red clump e sta generando energia attraverso la fusione nucleare dell'elio al suo interno, e come altre stelle in questo stadio ha aumentato notevolmente le sue dimensioni, e mentre la sua temperatura superficiale è diminuita il suo raggio è ora circa 14 volte maggiore di quello solare. La proporzione è stata calcolata partendo dalla misura diretta del suo diametro angolare - considerando l'oscuramento della corona - di 3,44 millisecondi d'arco. La sua luminosità è 77 superiore a quella solare.
Deneb Algenubi possiede una metallicità simile a quella del Sole (Fe/H = +0,02), sebbene altri studi considerano l'indice di metallicità superiore (Fe/H = +0,16). Si stima che abbia un'età compresa tra i 1730 ed i 3650 milioni di anni.

## Sistema planetario
Col metodo della velocità radiale nel 2014 sono stati scoperti due pianeti extrasolari orbitare attorno alla stella, con periodi di 404 e 752 giorni. Non essendo noto il raggio è conosciuta solo la massa minima dei due corpi, che è di 2,55 volte quella di Giove per Eta Ceti b e 3,32 MJ quella di Eta Ceti c. Assumendo che le loro orbite siano complanari le loro orbite sono in risonanza orbitale 2:1, anche perché se fossero fortemente inclinate tra loro il sistema diventerebbe instabile.
Sotto, un prospetto del sistema di Deneb Algenubi (o Eta Ceti).
| Pianeta | Tipo            | Massa         | Raggio | Periodo orb. | Sem. maggiore | Eccentricità | Scoperta |
| ------- | --------------- | ------------- | ------ | ------------ | ------------- | ------------ | -------- |
| b       | Gigante gassoso | ≥2,55±0,13 MJ | —      | 403,5 giorni | 1027 UA       | 0,13±0,05    | 2014     |
| c       | Gigante gassoso | ≥3,32±0,18 MJ | —      | 751,9 giorni | 1,93 UA       | 0,1±0,06     | 2014     |